# Boruto: Naruto the Movie
Boruto: Naruto the Movie è un film d'animazione del 2015 diretto da Hiroyuki Yamashita.
Si tratta dell'undicesimo film basato sul manga Naruto scritto e disegnato da Masashi Kishimoto. Il film, come il precedente The Last: Naruto the Movie, fa parte del Naruto: Shinjidai Kaimaku Project (新時代開幕プロジェクト?, trad. progetto di apertura di una nuova era di Naruto). Hiroyuki Yamashita era stato regista anche delle puntate dell'anime. Come per il film precedente, anche in quest'occasione Kishimoto ha scritto il soggetto del film e ha curato il character design dei personaggi insieme a Hirofumi Suzuki e al capo-animatore del film Tetsuya Nishio (ossia i character designer principali degli anime Naruto e Naruto Shippuden).
Il film si pone narrativamente dopo la fine degli eventi della serie, parlando della nuova generazione di ninja del Villaggio della Foglia, in particolare di Boruto Uzumaki, figlio di Naruto Uzumaki e Hinata Hyuga, e Sarada Uchiha, figlia di Sasuke Uchiha e Sakura Haruno. Le vicende del lungometraggio sono poi state adattate come prima storia nel manga Boruto: Naruto Next Generations.
Con i suoi 2,50 miliardi di yen incassati, è il film del franchise di Naruto col maggior incasso, superando il precedente.

## Trama
Nella dimensione del castello di Kaguya Otsutsuki, Sasuke Uchiha è impegnato in un combattimento contro un misterioso individuo dalla pelle bianca. Non molto distante, un compagno di quest'ultimo nota con interesse il Rinnegan nell'occhio sinistro di Sasuke.
Sono trascorsi svariati anni dalla Quarta Guerra Ninja e Naruto Uzumaki, oltre ad essere un eroe internazionale e uno dei ninja più potenti del mondo, ha da qualche tempo coronato il suo sogno di diventare il settimo Hokage del Villaggio della Foglia. Si è inoltre sposato con Hinata Hyuga e ha avuto con lei due figli: Boruto e Himawari; tuttavia, l'enorme mole di lavoro lo costringe a passare quasi tutto il suo tempo lontano da casa, cosa che ha portato Boruto a sviluppare un atteggiamento ostile nei suoi confronti, oltre che un profondo disprezzo per il lavoro di Hokage. Membro di un team di genin assieme a Sarada Uchiha - figlia di Sasuke e Sakura Haruno - e Mitsuki, nonostante la giovane età, il ragazzo è già molto dotato e abile in diverse arti ninja. In prossimità degli esami di selezione dei chunin, organizzati nel Villaggio della Foglia, Boruto si imbatte per caso in Sasuke e viene subito conquistato dal suo portamento; sapendo che l'uomo è considerato l'unico in grado di rivaleggiare con suo padre, gli chiede di allenarlo, in modo tale da diventare più forte del genitore. Sasuke, dopo un primo momento di scetticismo, accetta ad una sola condizione: che Boruto impari la tecnica del Rasengan. Aiutato dal suo maestro Konohamaru Sarutobi, Boruto riesce in poco tempo a sviluppare un Rasengan di dimensioni piuttosto ridotte, ma sufficiente per convincere Sasuke a prenderlo come suo allievo. Dopo una giornata d'allenamenti, Boruto chiede a Sasuke di raccontargli com'era suo padre da giovane, per scoprirne le debolezze; Sasuke racconta allora aspetti della personalità di Naruto che Boruto ancora non conosceva, invitandolo a sforzarsi di conoscere meglio suo padre a partire dal suo passato.
Gli esami di selezione chunin iniziano e Boruto, deciso ad arrivare fino alla fine per dimostrare il suo valore al padre, si lascia convincere dallo scienziato Katasuke a utilizzare un nuovo dispositivo tecnologico che permette ai ninja di utilizzare tecniche proprie o altrui contenute in piccoli rotoli e quindi senza utilizzare chakra, sebbene l'uso di tali oggetti negli esami sia proibito da regolamento. Superate le prime due prove insieme ai membri del suo team, nella terza, consistente in una serie di combattimenti corpo a corpo a eliminazione diretta, Boruto affronta il suo amico Shikadai Nara, figlio di Shikamaru Nara e Temari. Trovandosi in difficoltà, Boruto bara utilizza il dispositivo, tramite cui produce molte più copie di sé del normale, inducendo Shikadai ad arrendersi. Naruto, tuttavia, si accorge che qualcosa non va e, smascherato il figlio in mezzo all'arena, è costretto a chiedere la sua squalifica.
Proprio in quel momento irrompono nell'arena i due individui misteriosi precedentemente affrontati da Sasuke. Presentandosi come Momoshiki e Kinshiki Otsutsuki, il loro obiettivo è rapire Naruto per prelevare la Volpe a Nove Code dal suo corpo, in modo da creare delle speciali pillole con grandi quantitá di chakra che permettano loro di rimanere potenti ed eternamente giovani. Costretto a fronteggiarli e a sfruttare il potere del cercoterio sigillato in lui, Naruto decide di sacrificarsi, facendo da scudo ad una micidiale tecnica dei nemici e salvando Boruto e tutti gli abitanti del Villaggio della Foglia. Risvegliatosi in ospedale in seguito ad una forte esplosione, Boruto scopre da Sarada che Naruto è scomparso e vede sua madre Hinata ferita mentre viene curata da Sakura. Scosso e confuso dagli avvenimenti e al pensiero di aver perso suo padre per sempre, Boruto scappa e si reca nell'ufficio dell'Hokage, dove, per la prima volta, comprende le ragioni e la vera forza del padre, sentendosi in colpa per le sue accuse e il suo atteggiamento. Qui viene raggiunto da Sasuke, il quale gli riferisce che Naruto è ancora vivo, avendone percepito il chakra in un'altra dimensione. Quando il ragazzo chiede al maestro cosa avrebbe fatto suo padre in una situazione simile, l'uomo gli risponde che non si sarebbe mai arreso e lo incoraggia a fare altrettando, combattendo al fianco suo e degli altri quattro Kage per salvarlo. Insieme a loro, quindi, Boruto attraversa un portale creato dal Rinnegan di Sasuke, indossando la vecchia giacca del padre e la vecchia fascia ninja del maestro.
Giunti nella dimensione in cui si erano nascosti gli Otsotsuki, i ninja riescono a liberare Naruto, quasi privo di chakra, e ingaggiano battaglia con i nemici. In difficoltà, Kinshiki si lascia eliminare dal suo alleato, che ne assorbe l'energia e diventa molto più voluminoso e potente. Ripresosi abbastanza, Naruto prende parte allo scontro e, combinando il potere della Volpe a Nove Code con il Susanoo di Sasuke, riesce a battere l'avversario. Sfortunatamente, lo scienziato Katasuke e un suo collega si erano infiltrati di nascosto nel portale e, volendo dimostrare la forza del loro dispositivo tecnico, iniziano a lanciare contro il nemico una serie di jutsu che, anziché sconfiggerlo, lo fanno riprendere. A questo punto Boruto, spronato e supportato da Sasuke, attacca Momoshiki con il suo particolare Rasengan, enormemente potenziato ed ingigantito da Naruto, e lo sconfigge definitivamente. Il gruppo può quindi tornare a casa sano e salvo, con Naruto e Sasuke che notano con piacere come, sebbene i tempi possano cambiare, l'animo degli shinobi rimarrà sempre lo stesso.
Una mattina qualche tempo dopo l'attacco all'arena, in casa Uzumaki l'atmosfera è più serena: il rapporto tra Boruto e Naruto è infatti migliorato, con padre e figlio che si spronano a vicenda a fare del loro meglio. Durante una missione, Boruto dichiara ai suoi compagni di squadra di non odiare più gli Hokage, ma comunque di non voler seguire le orme di suo padre, in quanto preferirebbe diventare un potente ninja a sè come invece lo è Sasuke; anzi, proprio come il suo maestro con Naruto, decide di voler supportare Sarada nel coronare il suo sogno di diventare il prossimo Hokage, facendola arrossire.
Dopo i titoli di coda, Mitsuki rivela a Sarada e a Boruto di essere il figlio di Orochimaru, con quest'ultimo che li osserva in lontananza.

## Distribuzione
Il film è stato proiettato nelle sale giapponesi dal 7 agosto 2015. In Italia il film è stato proiettato al cinema da Nexo Digital/Yamato Video dal 23 al 25 giugno 2025.